# Clemente Rodríguez
Clemente Juan Rodríguez (Buenos Aires, 1981. július 31. –) argentin válogatott labdarúgó, aki jelenleg a Colón játékosa.

## Sikerei, díjai

### Klub
- Boca Juniors:
  - Argentin bajnok: 2000 (Apertura), 2003(Apertura), 2011 (Apertura)
  - Copa Libertadores: 2001, 2003, 2007, 2009
  - Interkontinentális kupa: 2003
  - Copa Argentina: 2011–12

#### A válogatottban
- Argentína U23:
  - Olimpiai bajnok: 2004